# دریاچه قوشقار-آتا
دریاچه قوشقار-آتا (به قزاقی: Koshkar-Ata) یک دریاچه در قزاقستان است که در استان مین‌قشلاق واقع شده‌است.